# Epizeuxis americalis
Epizeuxis americalis är en fjärilsart som beskrevs av Achille Guenée 1854. Epizeuxis americalis ingår i släktet Epizeuxis och familjen nattflyn. Inga underarter finns listade i Catalogue of Life.